# Union City (Oklahoma)
Union City è un comune degli Stati Uniti d'America, situato nello Stato dell'Oklahoma, nella Contea di Canadian.